# 竹中庭園緑化
株式会社竹中庭園緑化（たけなかていえんりょくか）とは、大阪府東大阪市に本社を置く花・植木の小売および花と緑に関するあらゆる付帯サービス業務を行う企業である。
1892年に大阪市天王寺区餌差町にて造園業「植平」として創業したのが始まりである。
東大阪市に本社、東京江東区に関東支社をかまえ、関東、関西、札幌、沖縄等に拠点を置く。

## 年譜
- 1892年 - 造園業「植平」として創業（大阪市天王寺区餌差町）。
- 1970年 - 大阪万博に参画。
- 1977年 - 「株式会社竹中庭園」よりインドアグリーン事業関係を独立し、「株式会社竹中庭園緑化」として発足。本社は東大阪。
- 1978年 - 御坊ナーセリーを開場（和歌山県御坊市）。
- 1984年 - ブライダル事業を開始。
- 1990年 - 生花加工業を開始。
- 2000年 - 札幌オフィス開設（札幌市中央区）。
- 2002年 - 胡蝶蘭生産事業を開始。
- 2005年 - 東京オフィス開設（東京都中央区銀座）。
- 2009年 - ノワール・ハンナ インターナショナル.inc開設。ニューヨークにて事業開始。